# Lista bitew i operacji podczas I wojny izraelsko-arabskiej
Poniżej znajduje się lista bitew i operacji wojskowych przeprowadzonych podczas I wojny izraelsko-arabskiej w latach 1948–1949.

## Pierwsza faza wojny (15 maja - 10 czerwca 1948)
| Nazwa                           | Data                 | Przebieg | Siły izraelskie                                                            | Siły arabskie                                                      |
| ------------------------------- | -------------------- | --- | -------------------------------------------------------------------------- | ------------------------------------------------------------------ |
| Front Południowy                |                      | |                                                                            |                                                                    |
| Bitwy o Kefar Darom             | 15 maja              | Nieudany egipski atak na kibuc Kefar Darom. | Jednostka z Brygady Negew.                                                 | Batalion piechoty i czołgi.                                        |
| Bitwa o Nirim                   | 15 maja              | Nieudany egipski atak na kibuc Nirim. | Jednostka z Brygady Negew.                                                 | Batalion piechoty i czołgi.                                        |
| Bitwa o Jad Mordechaj           | 19-24 maja           | Egipcjanie zdobyli kibuc Jad Mordechaj. Pomimo przegranej, Izraelczycy odnieśli taktyczne zwycięstwo, ponieważ opóźnili egipskie natarcie.                                                              | Jednostka z Brygady Negew.                                                 | Dwa bataliony piechoty i batalion czołgów.                         |
| Operacja Filistia               | 29 maja - 3 czerwca  | Nieudana izraelska próba zajęcia wioski Isdud. Izraelczycy zdołali jednak powstrzymać egipskie natarcie na północ, nakłaniając przeciwnika do zmiany kierunku ataku.                                    | Brygada Giwati jednostki z Brygady Negew.                                  | Trzy bataliony piechoty i batalion czołgów.                        |
| I bitwa o kibuc Negba           | 2 czerwca            | Nieudany egipski atak na kibuc Negba. | Jednostka z Brygady Giwati.                                                | Batalion piechoty i batalion czołgów.                              |
| Bitwa o Niccanim                | 6-10 czerwca         | Egipcjanie zdobyli kibuc Niccanim, zapewniając w ten sposób bezpieczeństwo swoich nadmorskich linii komunikacyjnych.                                                                                    | Jednostka z Brygady Giwati.                                                | Batalion piechoty i batalion czołgów.                              |
| Front Centralny                 |                      | |                                                                            |                                                                    |
| Bitwy o Jerozolimę              | 15 maja - 10 czerwca | Seria starć izraelsko jordańskich w północnych dzielnicach Jerozolimy, zakończona taktycznym patem. | Brygada Ecjoni                                                             | 3 Brygada Legionu Arabskiego                                       |
| Bitwa o Stare Miasto Jerozolimy | 16-28 maja           | Jordańczycy zdobyli Stare Miasto Jerozolimy, likwidując tamtejszą Dzielnicę Żydowską. | Jednostki Hagany, Irgunu i Lechi                                           | Arabskie milicje i batalion piechoty Legionu Arabskiego            |
| Bitwy o Ramat Rachel            | 22-25 maja           | Nieudana próba zajęcia kibucu Ramat Rachel przez siły egipsko-jordańskie, które usiłowały w ten sposób otworzyć drogę do ataku na Jerozolimę od południa.                                               | Jednostka z Brygady „Ecjoni” i Irgunu                                      | Batalion egipskiej piechoty, czołgi i jednostki Legionu Arabskiego |
| Operacja Bin Nun Alef           | 24-25 maja           | Nieudana izraelska próba przejęcia jordańskich pozycji w rejonie Latrun i odblokowania komunikacji z Jerozolimą.                                                                                        | 72 Batalion 7 Brygady Pancernej 32 Batalion Brygady Aleksandroni.          | 2 i 4 Regiment Legionu Arabskiego, arabskie milicje                |
| Operacja Bin Nun Bet            | 30-31 maja           | Nieudana izraelska próba przejęcia jordańskich pozycji w rejonie Latrun i odblokowania komunikacji z Jerozolimą.                                                                                        | 71, 72 i 73 Bataliony 7 Brygady Pancernej 52 Batalion Brygady Giwati       | 4 Regiment Legionu Arabskiego i arabskie milicje.                  |
| Operacja Joram                  | 8-9 czerwca          | Nieudana izraelska próba przejęcia jordańskich pozycji w rejonie Latrun i odblokowania komunikacji z Jerozolimą.                                                                                        | 1 i 3 Batalion Brygady Jiftach 5 Batalion Brygady Harel 7 Brygada Pancerna | 2 i 4 Regiment Legionu Arabskiego, arabskie milicje.               |
| Bitwa o Gezer                   | 10 czerwca           | Nieudany jordański atak na kibuc Gezer. Izraelczykom udało się utrzymać strategiczne pozycje u wlotu do Doliny Ajalon.                                                                                  | Jednostka z Brygady Jiftach                                                | Batalion piechoty Legionu Arabskiego                               |
| Front Północny                  |                      | |                                                                            |                                                                    |
| Bitwa o Geszer                  | 15-17 maja           | Nieudany iracki i jordański atak na kibuc Geszer. Strategiczny zwycięstwo Izraelczyków, którym udało się obronić wstęp do Doliny Bet Sze’an.                                                            | Jednostka z Brygady Golani                                                 | Batalion irackiej piechoty i czołgi.                               |
| Bitwy o dolinę Kinnarot         | 15-21 maja           | Nieudany syryjska próba opanowania Doliny Kinaret. W jej trakcie doszło do obrony kibucu Deganja Alef. Bitwa zakończyła się bez rozstrzygnięcia, taktycznym patem.                                      | 12 Batalion Brygady Golani                                                 | 1 Brygada Piechoty, batalion czołgów.                              |
| Operacja Namel                  | 22-23 maja           | Izraelczycy zdobyli wieś Tantura, likwidując część arabskiej enklawy położonej na wybrzeżu na południe od Hajfy. Zapewniono w ten sposób bezpieczeństwo dla linii komunikacyjnych z Tel Awiwu do Hajfy. | Trzy bataliony Brygady Aleksandroni                                        | Arabskie milicje.                                                  |
| Operacja Erez                   | 28-30 maja           | Izraelczycy zdobyli wieś Zirin, przejmując kontrolę nad całą Doliną Jezreel. Przejęto także wsie w rejonie Wzgórz Gilboa, przygotowując pozycje wyjściowe do operacji Icchak.                           | 13 i 14 Batalion Brygady Golani                                            | Arabskie milicje.                                                  |
| Operacja Icchak                 | 3 czerwca            | Nieudana izraelska próba zajęcia miasta Dżanin. | 21 i 22 Batalion Brygady Karmeli 13 Batalion Brygady Golani                | Arabskie milicje, batalion irackiej piechoty.                      |
| I bitwa o Ilanijję              | 9-12 czerwca         | Obrona moszawu Ilanijja. | Batalion Brygady Golani                                                    | Arabska Armia Wyzwoleńcza.                                         |
| Bitwa o Miszmar ha-Jarden       | 10 czerwca           | Syryjczycy zdobyli i zniszczyli moszaw Miszmar ha-Jarden, tworząc w ten sposób przyczółek na zachodnim brzegu rzeki Jordan.                                                                             |                                                                            |                                                                    |
| Bitwa o En Gew                  | 10 czerwca           | Nieudany syryjski atak na kibuc En Gew. |                                                                            |                                                                    |

## Pierwszy rozejm (11 czerwca - 8 lipca 1948)
| Nazwa           | Data                   | Przebieg                                                                           |
| --------------- | ---------------------- | ---------------------------------------------------------------------------------- |
| Operacja Balak  | 31 marca - 12 sierpnia | Przerzucenie drogą powietrzną samolotów zakupionych przez Izrael w Czechosłowacji. |
| Sprawa Altaleny | 22 czerwca             | Zatopienie statku Altalena, którym Irgun przerzucał broń do Izraela.               |

## Druga faza wojny (9-18 lipca 1948)
| Nazwa                     | Data        | Przebieg | Siły izraelskie | Siły arabskie                                           |
| ------------------------- | ----------- | --- | --- | ------------------------------------------------------- |
| Front Południowy          |             | | |                                                         |
| Operacja An-Far           | 9-15 lipca  | Nieudana próba przywrócenia komunikacji z żydowskimi osiedlami na pustyni Negew.                                                   | Jednostki z Brygady Giwati.                                                                                             |                                                         |
| II bitwa o kibuc Negba    | 12 lipca    | Nieudany egipski atak na kibuc Negba.                                                                                              | Jednostka z Brygady Giwati.                                                                                             | 9 Batalion 4 Brygady.                                   |
| Bitwa o Be’erot Jicchak   | 15 lipca    | Nieudany egipski atak na kibuc Be’erot Jicchak.                                                                                    | 9 Batalion Brygady Negew.                                                                                               | 3 Batalion piechoty                                     |
| Operacja Mawet la-polesz  | 16-18 lipca | Nieudana próba przywrócenia komunikacji z żydowskimi osiedlami na pustyni Negew.                                                   | Jednostki Brygady Negew i Brygady Giwati 89 Batalion 8 Brygady Pancernej                                                |                                                         |
| Front Centralny           |             | | |                                                         |
| Operacja Danny            | 9-18 lipca  | Zdobycie przez Izraelczyków miast Lod i Ramla. Nieudany atak na Latrun i Ramallah. Zmniejszenie zagrożenia Tel Awiwu i Jerozolimy. | Brygada Pancerna Harel, Brygada Jiftach, po dwa bataliony z 8 Brygady Pancernej, Brygady Aleksandroni i Brygady Kirjati | Arabska Armia Wyzwoleńcza 4 Regiment Legionu Arabskiego |
| Bitwa o Bramę Mandelbauma | 9-19 lipca  | Izraelsko-jordańskie walki o rejon Bramy Mandelbauma w Jerozolimie, zakończone taktycznym patem.                                   | Brygada Ecjoni | 3 Brygada Legionu Arabskiego                            |
| Operacja Betek            | 11-12 lipca | Zdobycie przez Izraelczyków wioski Madżdal Jaba i źródeł rzeki Jarkon.                                                             | Brygada Aleksandroni | Batalion irackiej piechoty                              |
| Operacja Kedem            | 16-17 lipca | Nieudana izraelska próba zajęcia Wschodniej Jerozolimy.                                                                            | 62 Batalion Brygady „Ecjoni” Irgun i Lechi                                                                              | Legion Arabski                                          |
| Front Północny            |             | | |                                                         |
| Operacja Dekel            | 9-18 lipca  | Zajęcie przez Izraelczyków miasta Nazaret i Dolnej Galilei.                                                                        | 7 Brygada Pancerna, po jednym batalionie z Brygady Karmeli i Brygady Golani                                             | Arabska Armia Wyzwoleńcza                               |
| II bitwa o Ilanijję       | 9-18 lipca  | Obrona moszawu Ilanijja. | Batalion Brygady Golani                                                                                                 | Arabska Armia Wyzwoleńcza.                              |
| Operacja Brosz            | 9-18 lipca  | Nieudana próba wyparcia wojsk syryjskich z Palestyny.                                                                              | |                                                         |

## Drugi rozejm (18 lipca - 15 października 1948)
| Nazwa            | Data                          | Przebieg | Siły izraelskie                                                                       | Siły arabskie    |
| ---------------- | ----------------------------- | --- | ------------------------------------------------------------------------------------- | ---------------- |
| Operacja Velveta | 24 września - 26 grudnia      | Przerzucenie drogą powietrzną samolotów z Czechosłowacji.                                                                                |                                                                                       |                  |
| Front Południowy |                               | |                                                                                       |                  |
| Operacja GJS 1   | 27 lipca                      | Nieudana próba przywrócenia komunikacji z żydowskimi osiedlami na pustyni Negew.                                                         | 53 Batalion Brygady Giwati 1 Batalion Brygady Jiftach                                 |                  |
| Operacja GJS 2   | 30 lipca - 2 sierpnia         | Udane dotarcie konwojów z zaopatrzeniem do żydowskich osiedli na pustyni Negew.                                                          | Jednostki z Brygady Giwati i Brygady Jiftach                                          |                  |
| Operacja Awak    | 23 sierpnia - 21 października | Dostawy drogą powietrzną zaopatrzenia i wojska do żydowskich enklaw na pustyni Negew.                                                    | Siły Powietrzne Izraela Brygada Jiftach                                               |                  |
| Front Północny   |                               | |                                                                                       |                  |
| Operacja Szoter  | 24-26 lipca                   | Likwidacja przez Izraelczyków arabskiej enklawy położonej na południe od miasta Hajfy. Zabezpieczenie nadmorskich linii komunikacyjnych. | 33 Batalion Brygady Aleksandroni 15 Batalion Brygady Golani jednostki Brygady Karmeli | Arabskie milicje |

## Trzecia faza wojny (15-22 października 1948)
| Nazwa            | Data                         | Przebieg | Siły izraelskie | Siły arabskie |
| ---------------- | ---------------------------- | --- | --------------- | ------------- |
| Front Południowy |                              | |                 |               |
| Operacja Jo’aw   | 15-22 października           | Zniesienie blokady żydowskich enklaw na pustyni Negew i zajęcie miasta Beer Szewy.                                |                 |               |
| Operacja Szmone  | 9 listopada                  | Zdobycie arabskiego fortu Irak Suwajdan.                                                                          |                 |               |
| Operacja Lot     | 23-25 listopada 1949         | Zajęcie przez Izraelczyków północno-wschodniej części pustyni Negew i wybrzeża Morza Martwego.                    |                 |               |
| Operacja Asaf    | 5-7 grudnia                  | Izraelski atak przeciwko drodze łączącej Strefę Gazy z miastem Beer Szewą na pustyni Negew.                       |                 |               |
| Operacja Horew   | 22 grudnia - 7 stycznia 1949 | Usunięcie wojsk egipskich z pustyni Negew, oraz izraelskie działania na półwyspie Synaj.                          |                 |               |
| Operacja Uwda    | 5-10 marca 1949              | Zajęcie przez Izraelczyków południowych krańców pustyni Negew.                                                    |                 |               |
| Front Centralny  |                              | |                 |               |
| Operacja Ha-Har  | 19-22 października           | Poszerzenie w kierunku południowym korytarza komunikacyjnego do Jerozolimy.                                       |                 |               |
| Operacja Jekew   | 19-21 października           | Zajęcie części arabskich wiosek położonych wokół Jerozolimy.                                                      |                 |               |
| Front Północny   |                              | |                 |               |
| Operacja Ja’el   | 22-23 października           | Walki o górę Har Szina’an w sprawie ustalenia granicy izraelsko-libańskiej przed wprowadzeniem zawieszenia broni. |                 |               |
| Operacja Hiram   | 29-31 października           | Zajęcie przez Izraelczyków Galilei i usunięcie sił Arabskiej Armii Wyzwoleńczej do Libanu.                        |                 |               |